# Simon de Cardaillac
Simon de Cardaillac (Nice, 10 février 1932 – Ivry-sur-Seine, 8 novembre 2019) est un peintre, graveur et photographe français. Élevé dans le cercle artistique de Nicolas de Staël, il se forme aux Arts décoratifs de Nice avant de s’installer à Paris. Il fréquente des figures majeures comme Georges Braque, Pierre Alechinsky ou Hans Hartung, dont il fut l’assistant. Profondément marqué par la philosophie de Nietzsche, il développe une œuvre singulière mêlant peinture, gravure, collage, photographie et signalétique. 

## Biographie

### Enfance et formation
Né à Nice le 10 février 1932, Simon de Cardaillac est le fils de Jeanne de Cardaillac, amie intime de Jeannine Guillou, compagne de Nicolas de Staël. Il grandit au contact de la famille et devient très proche d’Antoine Tudal (Antek), fils de Jeannine Guillou.

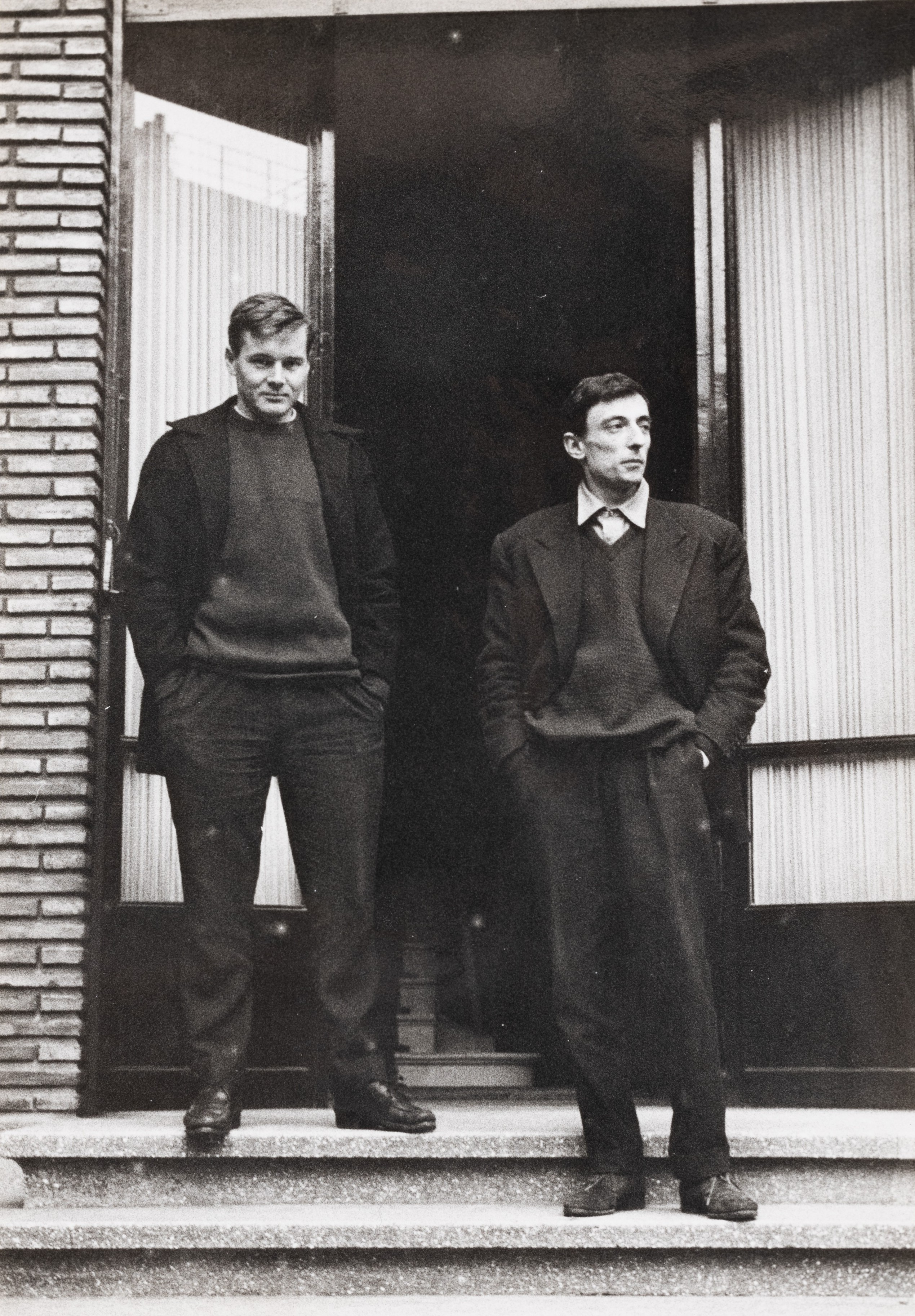
Simon de Cardaillac et Antoine Tudal devant chez Braque.

Il étudie l’architecture à l’École des arts décoratifs de Nice avant de s’installer à Paris à l’invitation d’Antoine Tudal. Il fréquente assidûment les musées et les galeries, et rencontre Georges Braque, qui l’accueille chaleureusement dans son atelier et l’encourage à exposer. Soutenu également par Nicolas de Staël, il se tourne vers la gravure et intègre l’atelier de Johnny Friedlaender, haut lieu de l’École de Paris. En 1956, il participe aux salons Réalités Nouvelles et Comparaisons à Paris.

### Les années new-yorkaises
Dans les années 1960, Simon de Cardaillac suscite l’intérêt de plusieurs collectionneurs américains. Le photographe Irving Penn repère son travail et le recommande au peintre Sidney Gross, professeur à New York, ainsi qu’à la galerie Findlay. Ses œuvres intègrent alors des collections prestigieuses, dont celles de Helena Rubinstein, Charles Bronson ou Richard S. Starck.

### Collaboration avec Hans Hartung

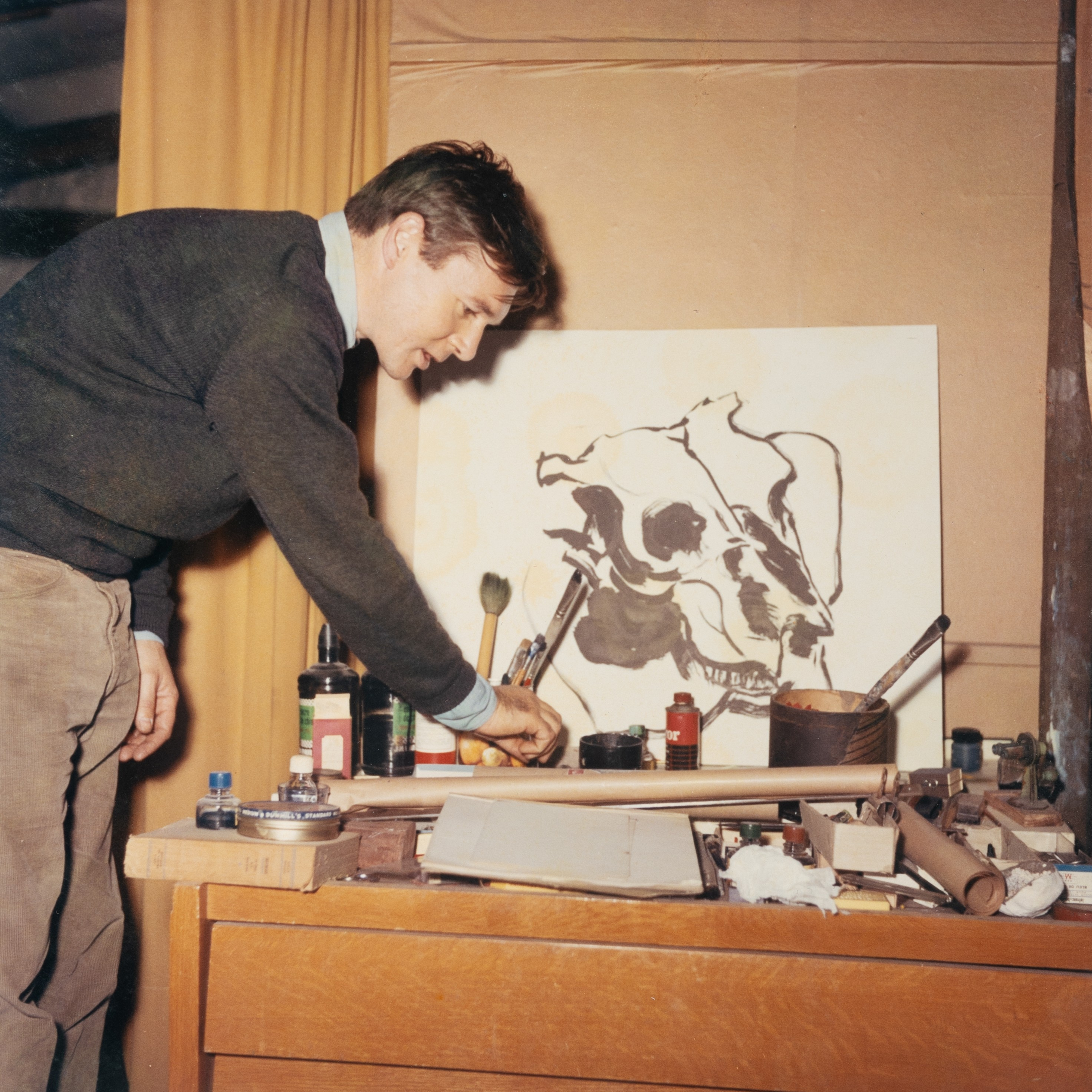
Simon de Cardaillac dans son atelier.

Entre 1961 et 1970, il devient assistant de Hans Hartung et probablement d’Anna-Eva Bergman, notamment pour le chantier du Champ des Oliviers à Antibes. Il collabore également au portfolio La Foudre pilote l’Univers (1977). Leur collaboration, fondée sur l’amitié et le respect, perdure bien après la fin de leur travail commun. Hartung et Bergman lui offriront d’ailleurs plusieurs œuvres en signe d’estime, dont l’oeuvre d'Anna-Eva Bergman N°56-1962 Petite image en carrés d'argent, offerte à Noël 1963.

### Galerie de France
De 1971 à 1978, il travaille à la Galerie de France où il organise des expositions d’artistes majeurs comme Soulages, Alechinsky, Dotremont ou Zao Wou-Ki.

## Œuvre

### Style et matériaux
Dans les années 1960, ses peintures oscillent entre abstraction et figuration, couleurs franches ou noir et blanc, et se composent essentiellement d'aplats.

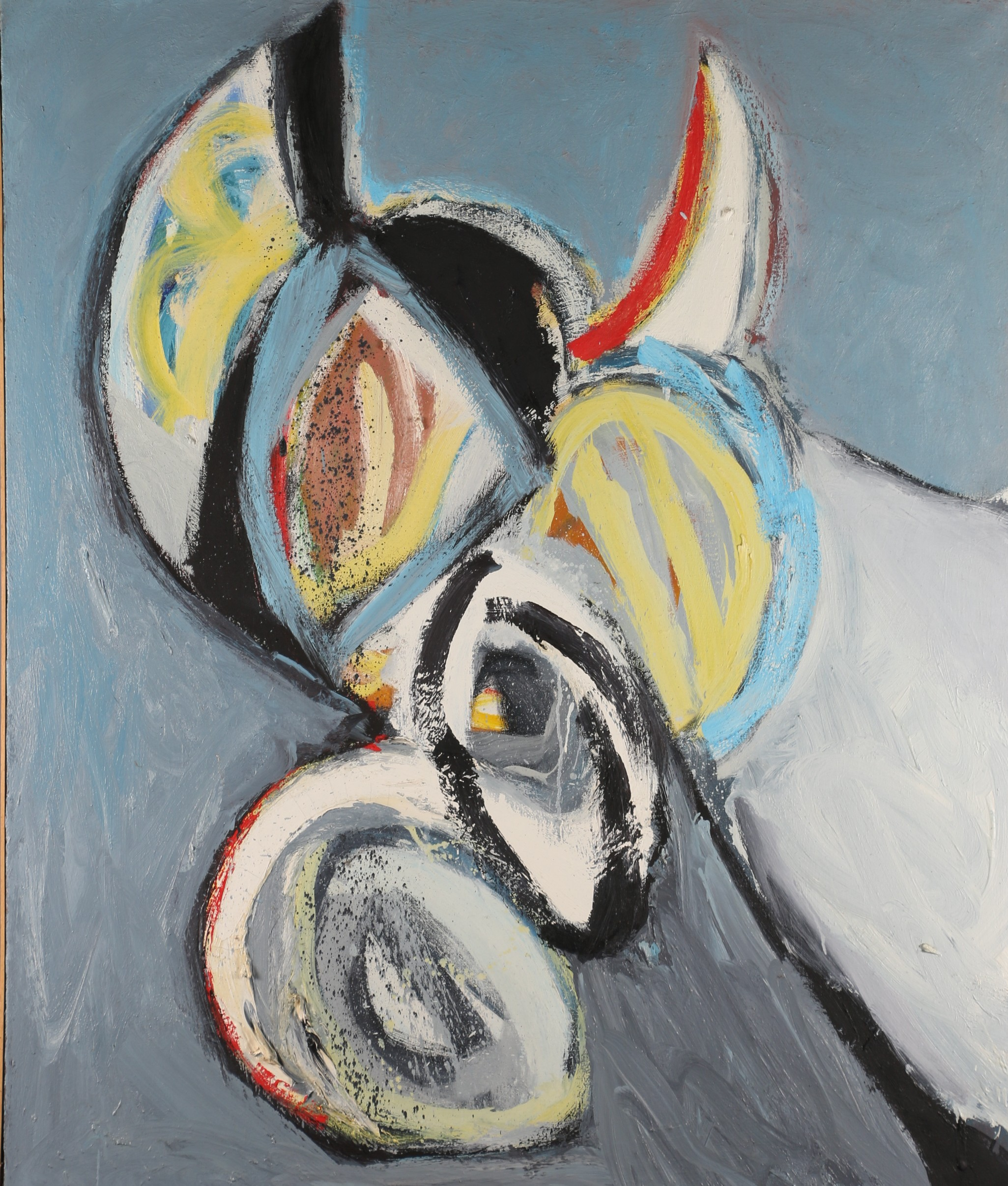
Simon de Cardaillac, vers 1970.

Dès les années 1970, Simon de Cardaillac commence à explorer l’esthétique de la société contemporaine à travers le détournement de ces signes normés. Cette démarche s'appuie sur son travail de photographe et trahit son regard critique sur l'environnement urbain. Il enrichit alors ses peintures d'éléments de signalétique, nous invitant à repenser notre rapport au réel. Il réalise sa première exposition personnelle au Centre International J.-A. Maydieu à Paris, en 1971. En 1980, il expose au Centre français des Arts Graphiques avec Jean Clerté et Daniel Humair.

### Univers graphique
Dès les années 1980, il développe plusieurs séries à l’encre et à l’acrylique qui évoquent les esthétiques orientales, notamment la calligraphie chinoise et japonaise. Fasciné par les idéogrammes et leur puissance symbolique, il s’en inspire pour créer des œuvres où signes, lignes et gestes deviennent les vecteurs d’une écriture abstraite et silencieuse.
Loin d’une recherche figurative ou d’un simple effet décoratif, ces calligraphies explorent la matérialité du trait et la sensorialité du geste. Il y introduit également des caractères typographiques, des chiffres ou des fragments de mots, issus de tampons, pochoirs ou impressions, qu’il assemble en compositions énigmatiques et poétiques.

### Série Carlsberg
En 1988, à l’occasion de l’année culturelle franco-danoise, Simon de Cardaillac réalise une série d’œuvres autour de la célèbre marque de bière danoise Carlsberg. Cette commande artistique, soutenue par le groupe lui-même, donne lieu à deux expositions : l’une au Danemark, à la galerie Chris Evers près de Copenhague, et l’autre en France, à la galerie Style Marque de Jean Perret à Paris. Ces expositions présentent une série d’œuvres conçues à partir d’éléments visuels liés à la marque – bouteilles, caisses, étiquettes, slogans –, que l’artiste intègre à sa démarche plastique.
Le succès critique et commercial de l’exposition danoise est attesté par la presse de l’époque,. Une lettre du galeriste Chris Evers indique avoir vendu la totalité des œuvres présentées. Toutefois, une partie des tableaux exposés au Danemark ne lui fut jamais restituée, ce qui freina sa participation à d’autres événements, notamment à la FIAC. Malgré cet épisode, la série Carlsberg demeure une manifestation marquante de son approche artistique : libre, ancrée dans le réel, mais toujours chargée de poésie visuelle.

## Expositions (sélection)
- 1956 : Salon Comparaisons & Salon des Réalités Nouvelles, Paris
- 1961 : Exposition chez Richard S. Starck, New York
- 1971 : Exposition personnelle, Centre International J.-A. Maydieu, Paris
- 1977 : Biennale de Mantoue, Italie
- 1980 : Abbaye de Saint-Savin-sur-Gartempe ; Centre National des Arts Graphiques, Paris
- 1981 : Musique et Peinture, Rueil-Malmaison
- 1988 : Galerie Chris Evers (Danemark) ; Galerie Jean Perret, Paris

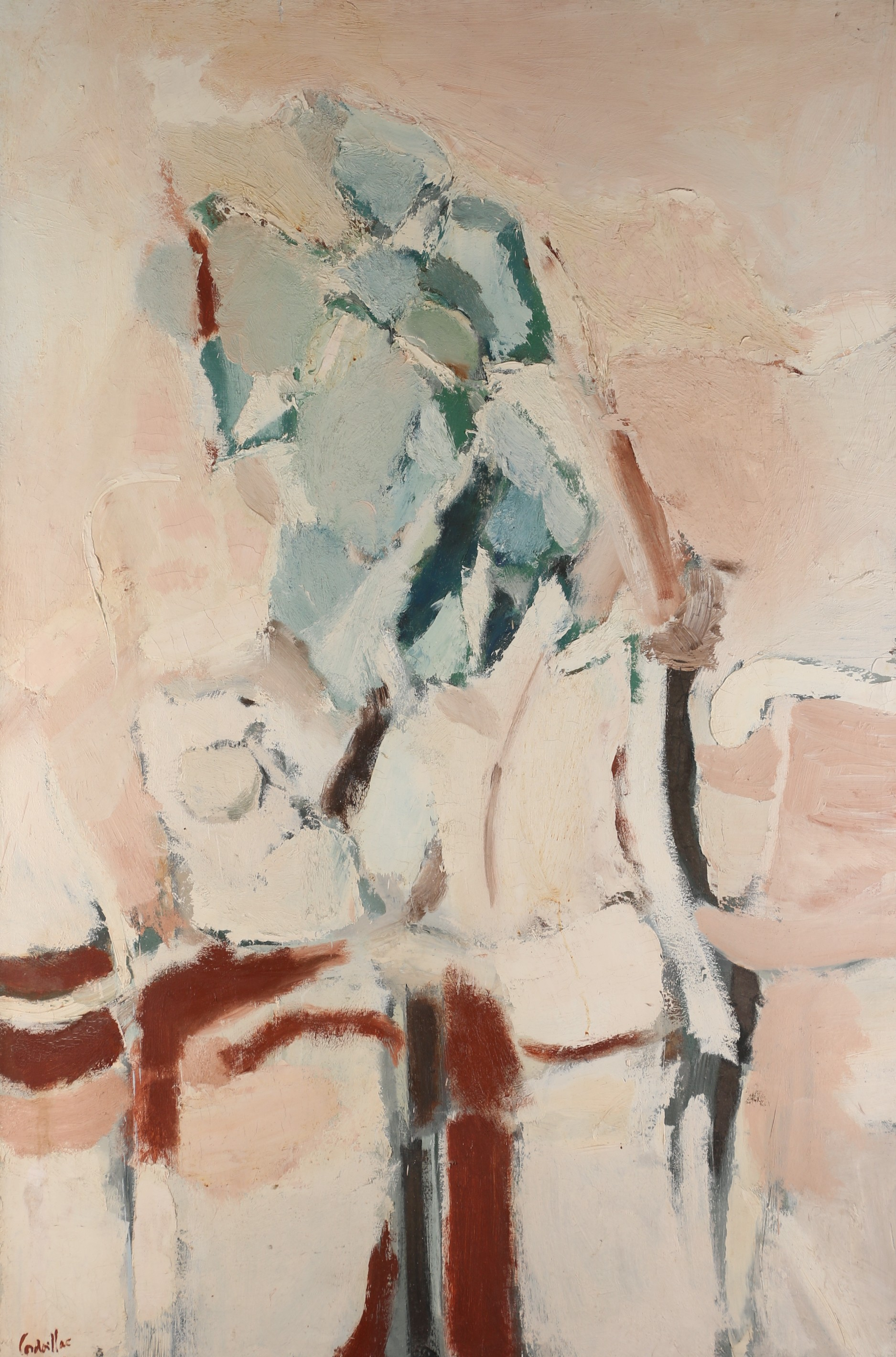
Abstraction, vers 1960.
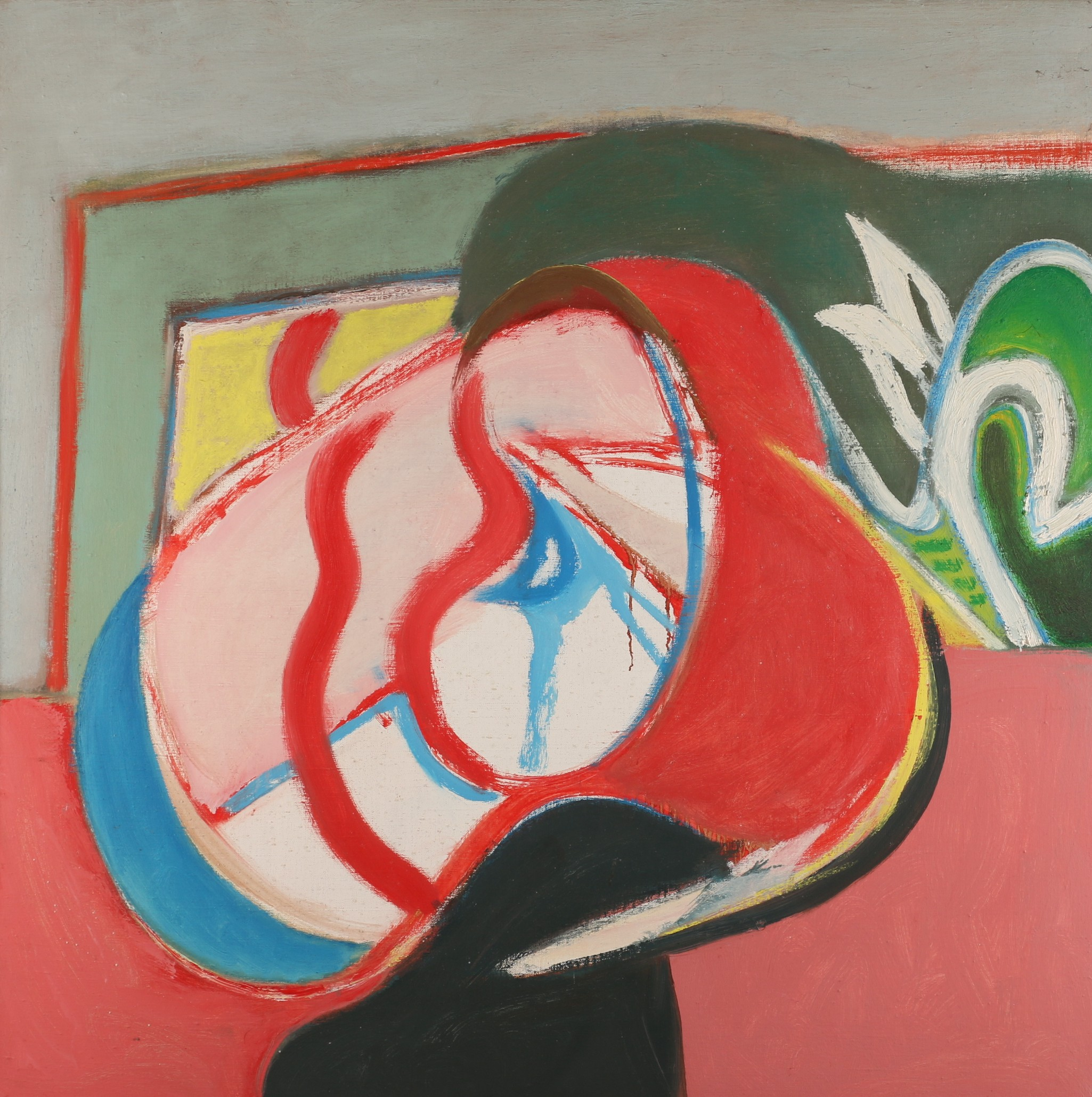
(Sans titre), vers 1970.
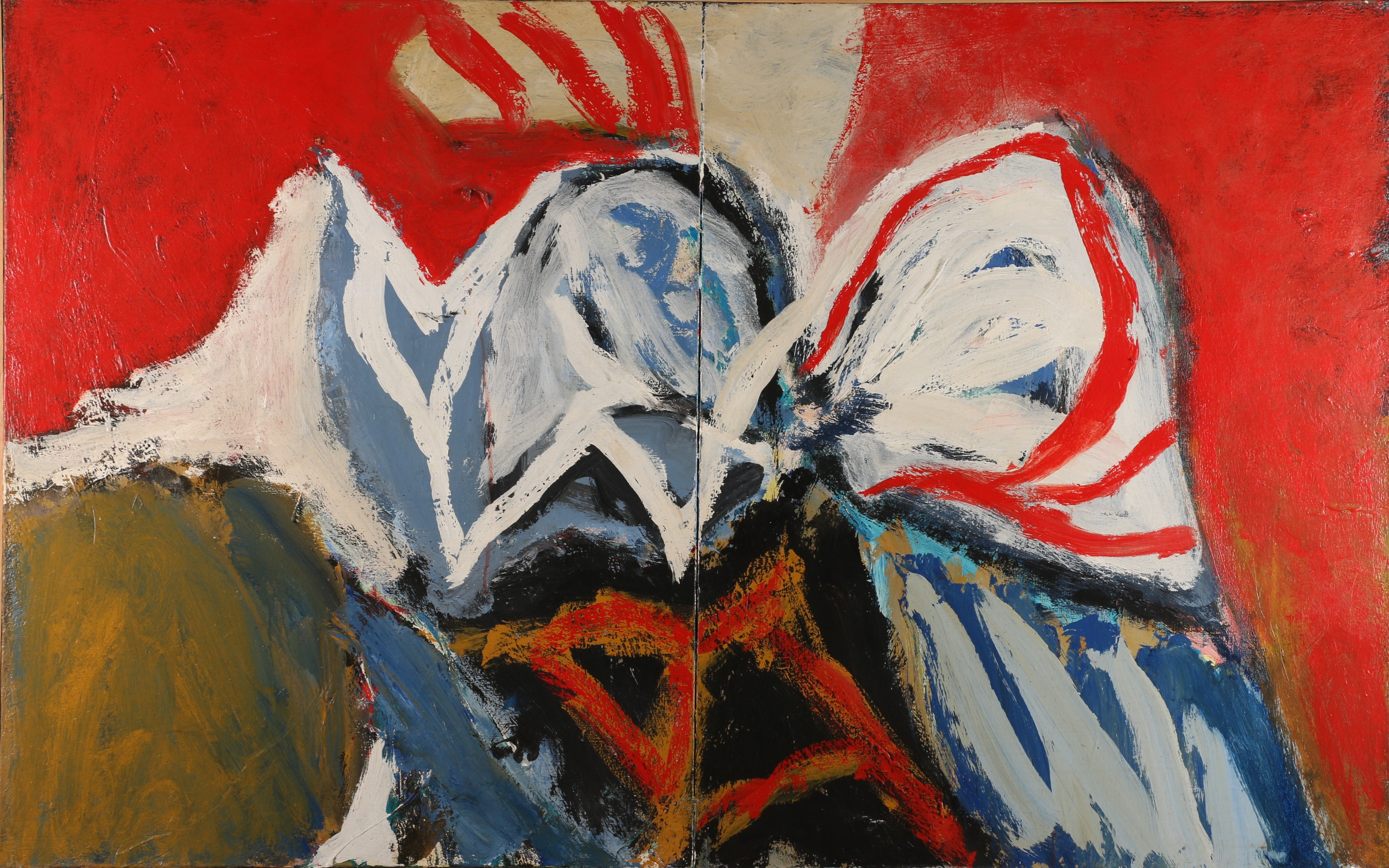
Diptyque rouge, n. d.
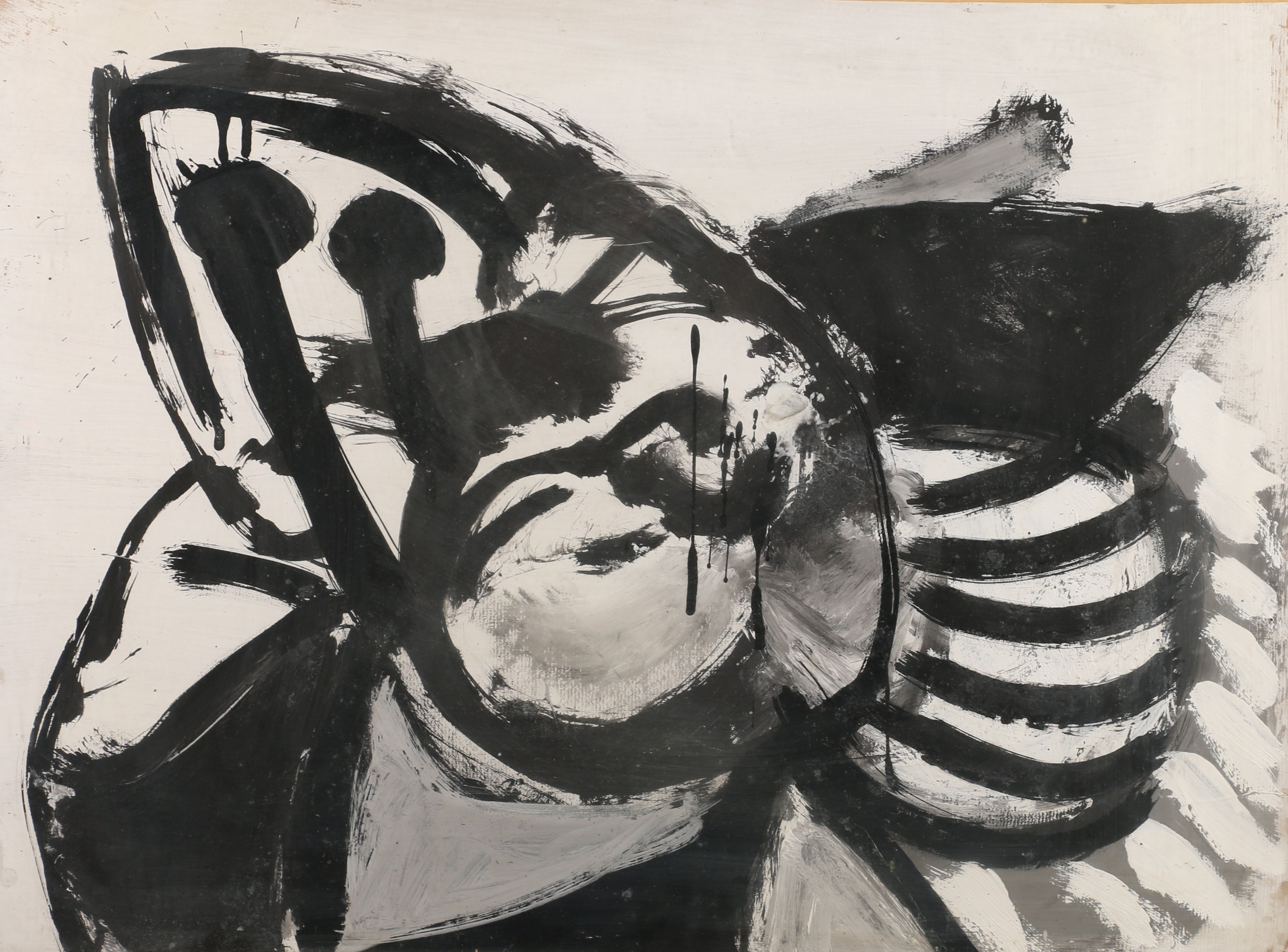
Encre, vers 1980.

## Postérité
Discret et indépendant, Simon de Cardaillac refusa toute marchandisation. Il laisse une œuvre originale redécouverte aujourd’hui grâce à ses archives. 